# انتخابات ۲۰۲۰ پنسیلوانیا
یک انتخابات عمومی در ایالت پنسیلوانیای ایالات متحده در تاریخ ۳ نوامبر سال ۲۰۲۰ برگزار شد. دفتر وزیر امور خارجه پنسیلوانیا بر روند انتخابات از جمله رأی‌گیری و شمارش آرا نظارت می‌کند.
برای رأی دادن از طریق پست، رأی دهندگان ثبت نام شده در پنسیلوانیا باید تا ۲۷ اکتبر سال ۲۰۲۰ رأی‌گیری می‌کردند. از اوایل ماه اکتبر، حدود ۲٬۵۶۸٬۰۸۴ رأی دهنده تقاضای رأی‌گیری نامه ای را داشتند.

## تغییرات قانون برای سال ۲۰۲۰
در ۲۹ اکتبر ۲۰۱۹، مجلس نمایندگان پنسیلوانیا قانون ۷۷ را با ۱۳۸–۶۱ رای تصویب کرد. بعداً در همان روز، سنای ایالت پنسیلوانیا با رای ۳۵–۱۴ قانون ۷۷ را تصویب کرد. فرماندار تام ولف دو روز بعد قانون ۷۷ را امضا کرد. این قانون تغییرات زیادی را در قانون انتخابات پنسیلوانیا ایجاد کرد. رأی دهندگان مجاز بودند بدون ارائه دلیل، رأی نامه پستی را درخواست کنند. فرد می‌تواند به جای دوره ۳۰ روزه قبلی، حداکثر ۱۵ روز قبل از انتخابات رأی دهد و در آن انتخابات رأی دهد. در این گزارش آمده‌است که آرا-نامه‌های پستی و آرای غیابی در صورت دریافت تا ساعت ۸ عصر روز انتخابات معتبر خواهد بود. این قانون گزینه فشار دادن یک دکمه برای رأی دادن به همه نامزدهای یک حزب را که رأی مستقیم بلیط نامیده می‌شود حذف کرد. در عوض، یک رای‌دهنده برای رأی دادن به همان روش باید هر یک از نامزدها را انتخاب کند. این قانون می‌گوید این ایالت ۶۰ نفر را تحت پوشش قرار می‌دهد درصد هزینه برای شهرستانها برای جایگزینی ماشین‌های رای‌گیری خود با سیستم‌هایی که دارای مقاله قابل تأیید رای‌دهندگان هستند. فرماندار ولف این تغییرات را «مهمترین پیشرفت در انتخابات پنسیلوانیا در بیش از ۸۰ سال» توصیف کرد.
در پاسخ به دنیاگیری کووید-۱۹، مجلس نمایندگان پنسیلوانیا و سنای ایالت پنسیلوانیا هر دو به اتفاق آرا قانون ۱۲ را در ۲۵ مارس ۲۰۲۰ تصویب کردند و تام ولف دو روز بعد آن را امضا کرد. قانون ۱۲ انتخابات مقدماتی را از ۲۸ آوریل به ۲ ژوئن به تأخیر انداخت. قانون ۱۲ همچنین به شهرستانها اجازه می‌داد تا در ساعت ۷ صبح روز انتخابات شمارش آرا را شروع کنند تا اینکه برای این کار صبر کنند تا ۸ شب.